# Izatha copiosella
Izatha copiosella là một loài bướm đêm thuộc họ Oecophoridae. Nó là loài đặc hữu của New Zealand, ở đó nó được tìm thấy ở tây nam North Island and throughout the South Island ngoại trừ West Coast.
Sải cánh dài 15–20 mm đối với con đực và 19–23 mm đối với con cái. Con trưởng thành bay từ tháng 1 đến tháng 2.
Larvae have been được tìm thấy ở dead cây đu wood (Ulmus species). They probably also feed on dead wood của Sophora species.